# Dvaravati

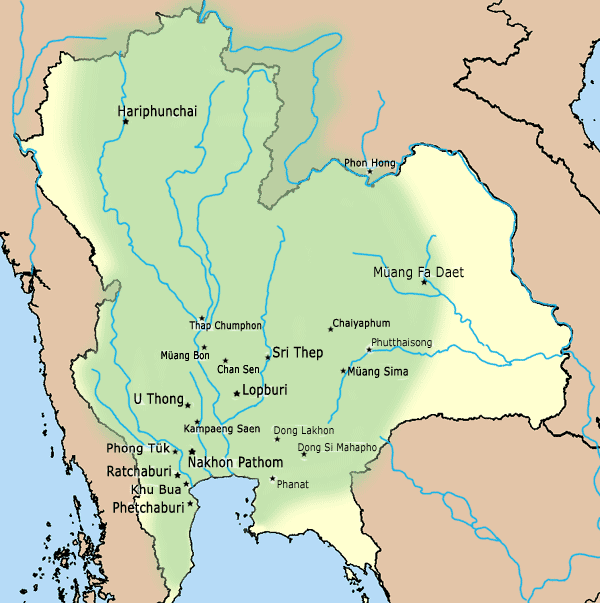
Verbreitung der Dvaravati-Kultur (im weiteren Sinne)

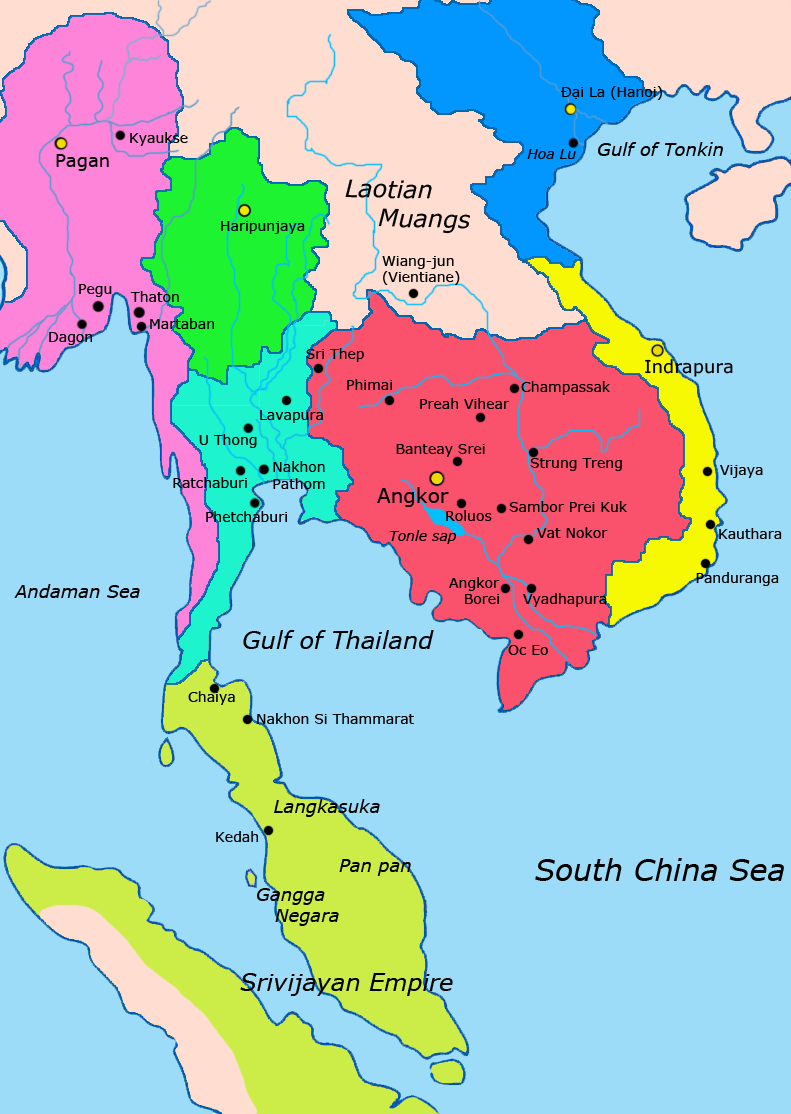
Einflusszonen in Südostasien im 11. Jahrhundert: Dvaravati/Lavo (heute Lop Buri) in der Mitte (hellblau).

Dvaravati (Sanskrit: dvāravatī, [dʋaːraʋatiː]; thailändisch ทวารวดี, RTGS: Thawarawadi, [tʰáʔwaːráʔwáʔdiː]) ist gleichzeitig die Bezeichnung für eine Kulturepoche in Südostasien und für ein Netzwerk buddhistischer Stadtstaaten im Becken des Mae Nam Chao Phraya (Chao-Phraya-Fluss), auf dem Gebiet des heutigen Zentralthailand, das etwa vom 6. bis zum 11. Jahrhundert bestand. Die herrschende Volksgruppe waren die Mon. Der Name Dvaravati entstammt zwei silbernen Medaillons, die in Nakhon Pathom (Zentral-Thailand) unter einem Heiligtum gefunden wurden und auf denen ehrenwerte Taten des Königs von Sri Dvaravati verzeichnet sind. Die wichtigsten Stadtstaaten der Dvaravati-Zivilisation waren U Thong und später Nakhon Pathom und Khu Bua westlich des Chao-Phraya-Flusses und Lavo (heute: Lop Buri) östlich des Chao Phraya.
Im engeren Sinne wird mit Dvaravati nur die buddhistische Mon-Kultur im heute zentralthailändischen Chao-Phraya-Becken bezeichnet. Im weiteren Sinne werden gelegentlich auch die etwa zeitgleich bestehenden, kulturell verwandten, aber doch unterschiedlichen Kulturen der Mon von Hariphunchai im heutigen Nordthailand und in der Schwemmebene der Flüsse Mae Nam Mun und Mae Nam Chi auf der Khorat-Hochebene im heutigen Nordostthailand unter diesen Begriff gefasst.

## Geschichte
Im 7. Jahrhundert berichteten chinesische Chronisten von einem Land „To-lo-po-ti“, welches westlich von Isanapura (im heutigen Kambodscha) und östlich von Sri Ksetra (im heutigen Birma) liegen sollte. Es wurde angenommen, dass der chinesische Name gleichbedeutend mit Dvāravatī (Sanskrit, etwa: „welches Tore besitzt“) sei. Dies wurde im Jahr 1964 bestätigt, als bei Ausgrabungen in Nakhon Pathom zwei Silbermünzen gefunden wurden. Auf der einen Seite beider Münzen war der Schriftzug śrīdvāravaṯīsvarapunya eingeprägt, welches „verdienstvolle Taten des Königs von Dvaravati“ bedeutet. Auf der anderen Seite der einen Münze war ein Segelschiff, auf der anderen Münze eine Kuh mit Kalb abgebildet, Symbole von Wohlstand und Fruchtbarkeit. Dvāravatī (oder Dvārakā) ist auch der Name der sagenhaften Hauptstadt des Gottes Krishna im indischen Mahabharata-Epos.
Wahrscheinlich entstand das Königreich von Dvaravati, nachdem Anfang des 7. Jahrhunderts das Reich Funan zerfiel.
Zwischen dem 9. und 11. Jahrhundert erschien das Reich von Angkor auf der Bildfläche. Von vielen Inschriften kennen wir die politische Geschichte dieses Reiches so genau, wie wir wenig über das Verschwinden von Dvaravati wissen. Es ist wahrscheinlich, dass Angkor entweder eine wie auch immer geartete Hauptstadt eingenommen oder die Dvaravati-Ländereien eine nach der anderen erobert hat, um so die Vorherrschaft über Zentral-Südost-Asien zu übernehmen.
Die wichtigsten, von einem Wehrgraben umgebenen Städte des Reiches Dvaravati waren Nakhon Pathom mit einer Fläche von 3700 × 2000 Metern und die älteste Gründung U Thong, die Anfang des 1. Jahrtausends besiedelt wurde und ein Gebiet von 1690 × 840 Metern umfasste.

## Städtebau und Architektur
Funde der Archäologen lassen die Dvaravati-Zivilisation grob in drei Gruppen einteilen: die zentrale Gruppe zieht sich am Rande der zentralen Tiefebene Thailands entlang, wobei Funde hauptsächlich gemacht wurden in den Tälern des Mae Klong und Ta Chin (Nakhon Pathom, U Thong, Khu Bua) und des Lop-Buri- und Pa-Sak-Flusses (Lop Buri, Si Thep). Eine nordöstliche Gruppe breitet sich über das Khorat-Plateuau aus (Mueang Sema bei Nakhon Ratchasima und Mueang Fa Daet bei Kalasin) bis möglicherweise hinauf nach Muang Phôn-Hông in der Provinz Vientiane. Eine nördliche Gruppe zentriert sich um Lamphun (das spätere Hariphunchai-Königreich).

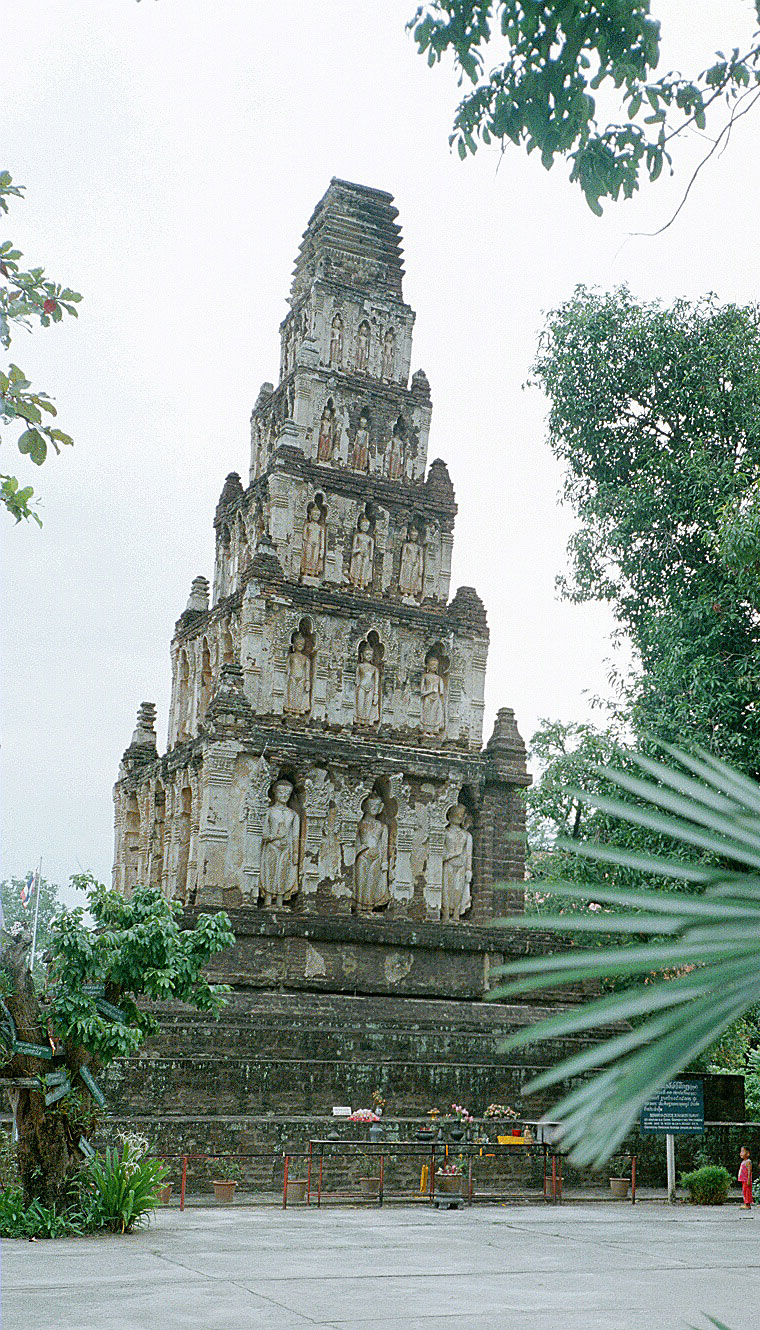
Chedi im Wat Chama Thevi

Es ist anzunehmen, dass sich die Städte der Mon entlang von Handelsrouten ausbreiteten: Verbindungen vom Golf von Siam nach Westen über den Drei-Pagoden-Pass bis Burma, nach Norden entlang des Mae Nam Chao Phraya bis hinauf nach Yunnan, im Osten bis Nord-Vietnam sind denkbar.
Die alten Städte waren von einem runden oder ovalen Stadtgraben umgeben. Einige hatten allerdings auch die Form einer Seemuschel, die der Architekt Sumet Jumsai „Conch City Planning“ nennt, so beispielsweise noch heute in Lamphun zu sehen.
Da zu jener Zeit der Küstenverlauf noch anders war, hatten einige der Städte direkten Zugang zum Meer, aber alle lagen an Flüssen, die Wasser für den Stadtgraben liefern konnten. Bewässerungskanäle erstreckten sich nicht nur innerhalb der Befestigungsanlagen, einem Areal, welches bis zu 10 km² groß sein konnte, auch das Umland war von Kanälen durchzogen, was auf eine intensive landwirtschaftliche Nutzung schließen lässt.
Größere buddhistische Monumente standen innerhalb der Städte auf Laterit-Fundamenten, darauf wurde eine meist quadratische aber auch runde oder oktogonale Plattform aus Ziegeln gesetzt. Auch der Oberbau wurde normalerweise aus Ziegeln gebaut. Zuletzt wurde alles mit Stuck, einer Mischung aus Sand, Limone und einer Leimbindung, überzogen, aus dem auch Figuren und weitere Verzierungen geformt werden konnten. Einen Eindruck eines solchen Bauwerks kann noch heute im Wat Chama Thewi in Lamphun gewonnen werden, wo noch eine quadratische und eine achteckige Chedi erhalten sind.

## Regierungsform
Obwohl sehr viele Inschriften in der Sprache der Mon gefunden wurden, sagen sie doch nichts über die Verwaltungsstruktur des Reiches aus. Dabei ist mit „Reich“ nicht die moderne Bedeutung gemeint, mit einer zentralen Kontrolle aus einer Hauptstadt wie z. B. Nakhon Pathom. Wahrscheinlich bestand es eher aus einer losen Konföderation von autonomen Fürstentümern, die über ein kompliziertes Netzwerk von kulturellen und familiären Beziehungen miteinander verknüpft waren.
Mehrere Forscher bestätigen, dass die Dvaravati-Kultur viele Elemente der indischen Kultur assimiliert hat, wie z. B. Sprache (Pali und Sanskrit), religiöser Glaube (Buddhismus), Kunst und Architektur, das Münzwesen und wahrscheinlich ebenfalls die Konzepte von Staat und politischer Organisation.
Das Thammasat (Pali: Dhammasattha, „Abhandlungen über das Dharma“), welches (mit kleineren Anpassungen) bis zum Ende der absoluten Monarchie (1932) als Grundlage für die siamesische Verfassung diente, wurde von den Mon von Dvaravati nach indischen Vorbildern erschaffen. Die Inspiration kam wohl einerseits aus den Digha-Nikaya, in denen über die (idealen) Eigenschaften eines Chakravartin („Weltenherrschers“) geschrieben steht, aber auch aus Kautilyas Arthashastra und möglicherweise sogar aus Manus Dharmasastra (Manavadharmaśastra, wörtl.: „Wissenschaft der Rechtschaffenheit“, siehe Weblinks), einem altindischen Text in Sanskrit über moralische, ethische und soziale Gesetzgebung.

## Kunstwerke
Dvaravati selbst war stark durch Indien geprägt. Das Reich spielte eine wichtige Rolle bei der Einführung des Buddhismus und insbesondere der buddhistisch ausgerichteten Kunst in der Region.

### Buddhastatuen

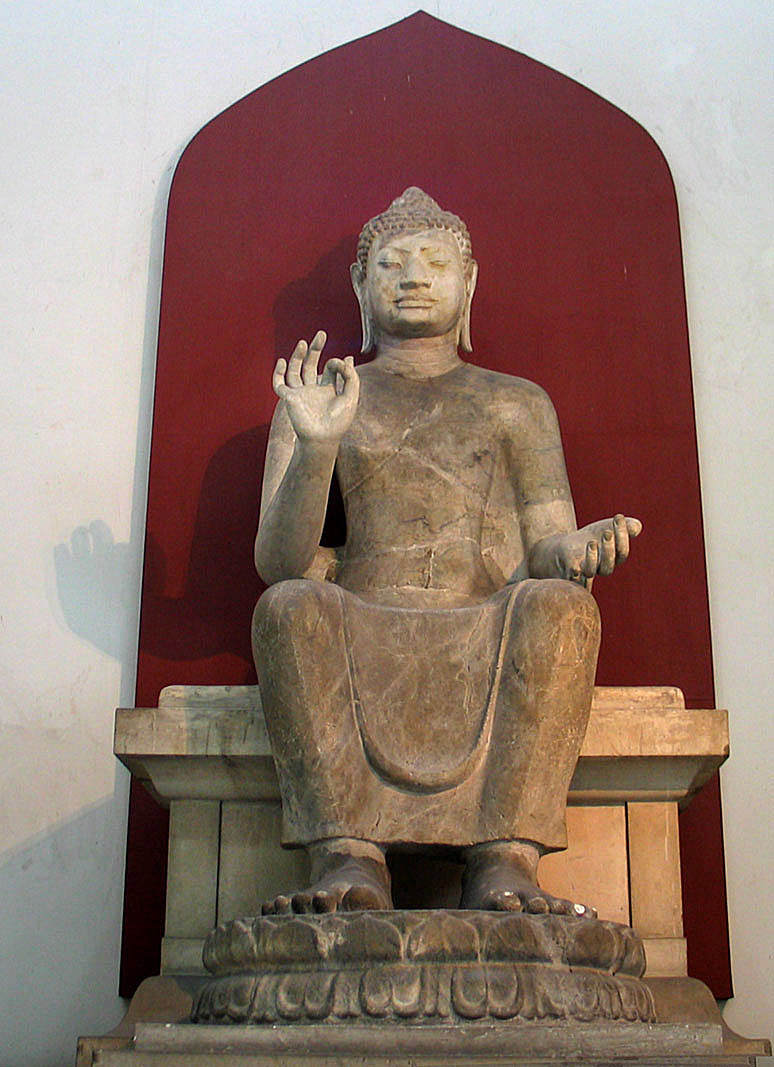
Sitzender Buddha, Wat Phra Pathom Chedi, Nakhon Pathom

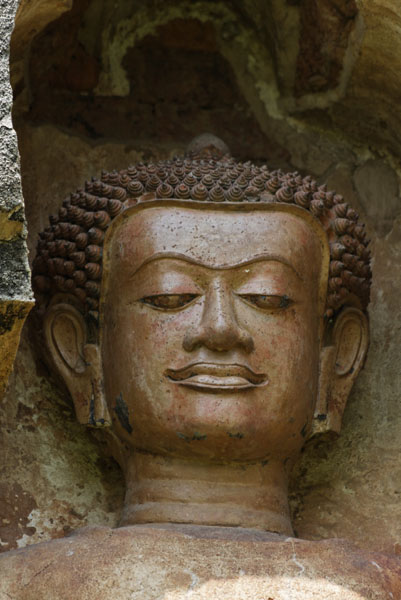
Detail eines Buddhabildnisses im Wat Chamathewi, Lamphun

Buddha-Statuen, die uns überliefert sind, sind alle von einem Stil und einem Material, das sie schnell erkennbar macht. Sie unterscheiden sich sowohl von der indo-javanischen Schule von Srivijaya und auch dem klassischen Khmer-Stil.
Das Material der in Thailand gefundenen Skulpturen ist kein Sandstein, aus dem die Khmer vorzugsweise ihre Statuen schlugen. Es ist vielmehr ein schiefer-blauer, harter Kalkstein, der in den Hügeln östlich von Lop Buri und südwestlich von Ratchaburi gefunden werden kann. Nach der Anzahl der gefundenen Bronze-Figuren zu urteilen war dagegen Bronze ein Material, welches zur Dvaravati-Zeit wohl recht selten war. Hinzu kommt, dass die Dvaravati-Künstler im Umgang mit Bronze scheinbar nicht sehr geübt waren, konnten sie doch mit Stein so meisterhaft umgehen.
Die Skulpturen, die hauptsächlich in Nakhon Pathom und in Lop Buri, aber auch in der Nähe von Ayutthaya gefunden wurden, lassen sich in zwei Arten einteilen:
1. Der Buddha steht mit erhobener rechter Hand, manchmal sind auch beide Hände erhoben. Zwei Statuen dieses Typs sind heute im Hof des Wat Benchamabophit in Bangkok zu sehen, andere im Museum der Phra Pathom Chedi in Nakhon Pathom.
2. Der Buddha sitzt in der sog. europäischen oder westlichen Art, beide Hände sind erhoben und formen die Geste „Drehen des Rades der Lehre“. Er kann auch eine Hand mit der „Geste der Unterweisung“ erhoben haben, während die andere im Schoß liegt. Diese Art ist in der Khmer-Ikonographie unbekannt. Die schönsten Beispiele dieser Statuen sind an der Phra Pathom Chedi in Nakhon Pathom zu sehen, im Wat Na Phra Men in Ayutthaya und im Nationalmuseum Bangkok.

Beide Typen können mit Statuen der indischen Gupta-Periode verglichen werden, sie sind aber auch am Eingang des Höhlen-Tempels von Ajanta zu sehen.
Merkmale der Dvaravati-Schule sind:
- sehr große aber flache, spiralförmige Locken,
- eine niedrige, halbkugel-förmige, manchmal auch zylindrische Ushnisha (Sanskrit, etwa Scheitelkamm),
- großes Gesicht von elliptischer Form,
- betonte, obere Augenlider, leicht hervorquellende Augen,
- die schmalen, leicht betonten Augenbrauen in der Form einer „fliegenden Schwalbe“ die von der Nasenwurzel ausgehen,
- die Art einen asexuellen Körper zu modellieren, als sei er unter einer scheinbar durchsichtigen, faltenlosen Robe nackt.

Eine besondere Art der Mon-Ikonographie, welche nirgends sonst gefunden wurde, sind Reliefs vom Buddha, der auf einem mythologischen Tier (Banaspati) steht. Die Bedeutung ist unbekannt, aber es drängen sich Parallelen zu hinduistischen Göttern auf, die alle ihr besonderes Reittier (Vahana) besitzen: Vishnu auf Garuda, Shiva auf dem Bullen Nandi, Brahma auf dem Schwan. Merkmale dieser Reittiere tauchen auch an dem mythologischen Tier des Buddha auf: Hörner eines Bullen, Garuda-Schnabel oder die Schwingen eines Schwans werden dargestellt.
Der meditierende Buddha, wie er vom Naga-König Mucalinda beschirmt wird, wurde zwar bereits in Amaravati (Andhra Pradesh) und auch in Sri Lanka hergestellt. Aber als Novität auf dem südostasiatischen Festland wurden solche Statuen in der Virasana-Pose und der Meditations-Geste (Dhyanamudra) von den Mon hier eingeführt. Dieses Motiv wurde später zum bevorzugten Objekt von Bildhauern der gesamten Region, besonders der Khmer in der Angkor Wat- und der Bayon-Periode.
Die Stein-Skulpturen der Dvaravati-Schule mögen vielleicht etwas steif wirken, sie überzeugen aber durch „die Reinheit und Sparsamkeit ihrer Linienführung“ und das Fehlen jeglicher unnötiger Dekoration. Kurz, sie „atmen den reinen Geist des Buddhismus“.

### Gesetzesräder

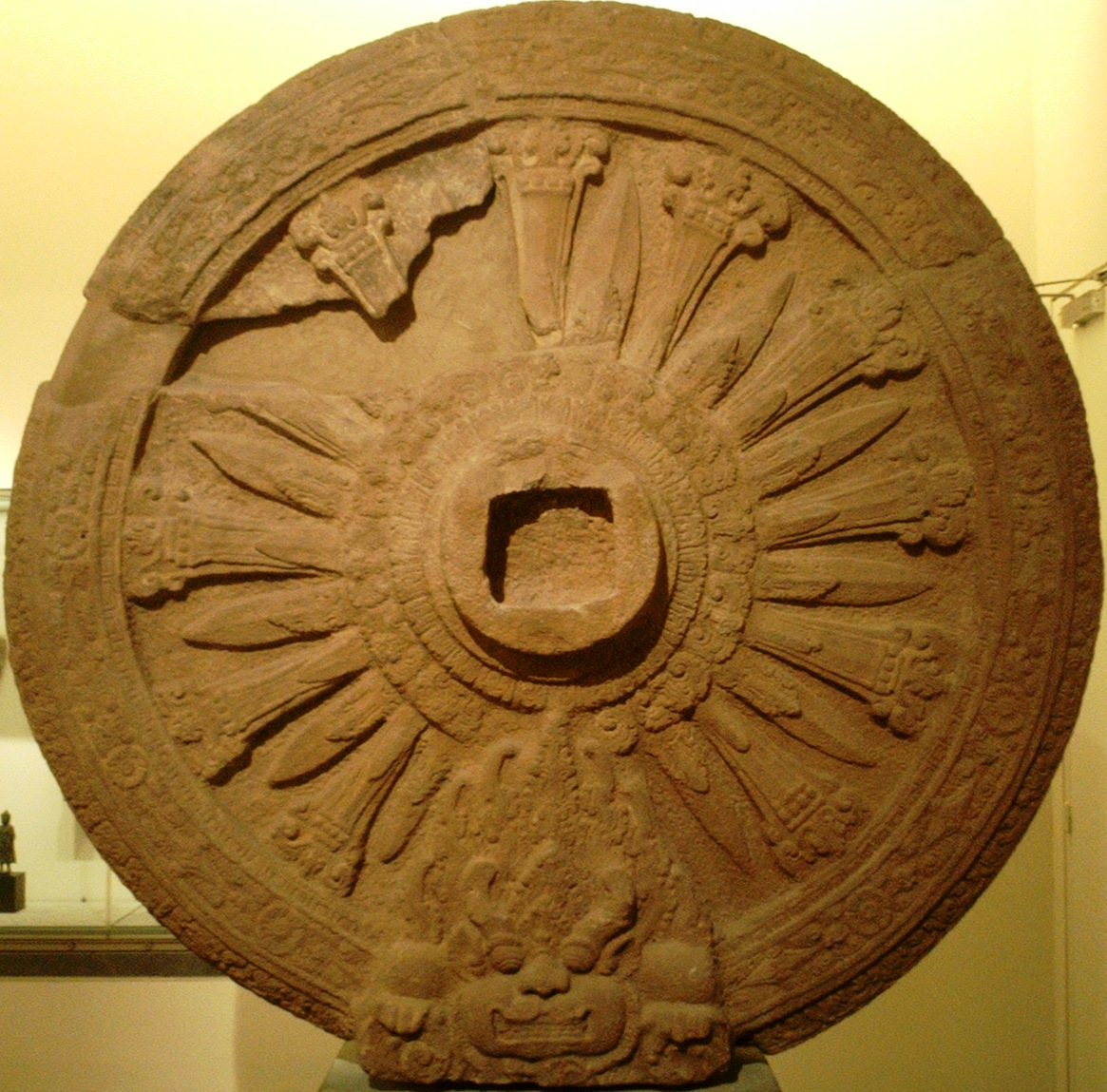
Dharmachakra („Gesetzesrad“) der Mon, ca. 8. Jahrhundert, Museum Guimet, Paris

Ein besonderer Beitrag zu den Dvaravati-Skulpturen liefert das große, frei stehende Rad Dharmachakra, das sogenannte „Gesetzesrad“, ein anikonisches Symbol für die erste Predigt des Buddha (siehe auch: Buddhistische Kunst).
Räder dieser Art tauchten bisher nur in Thailand auf. Die ersten Exemplare wurde vor 150 Jahren während der Restaurierung der Phra Pathom Chedi gefunden, die König Mongkut angeordnet hatte. Zunächst war die Bedeutung unklar. Französische Archäologen hielten sie Anfang des 20. Jahrhunderts für Räder an den großen Streitwagen der „brahmanischen Götter“ oder für Grenzsteine von Tempeln. Später wurden weitere Räder in der Provinz Nakhon Ratchasima gefunden, weitere in Phetchaburi und in Suphan Buri. Professor Cœdès (École française d’Extrême-Orient) schließlich erklärte, aufgrund weiterer Funde von Hirsch-Skulpturen in der Nähe der Räder könne man schließen, dass es sich hierbei um die Symbolisierung des „Rades der Lehre“ handele, welches der Buddha bei seiner ersten Lehrrede im Migadayavana anstieß.
Die Steinräder sind aus dem gleichen Material, wie die Buddha-Statuen: bläulicher Kalkstein, welcher mit dem Alter schiefer-blau wird, ein harter, glatter Stein wunderbar geeignet für Skulpturen. Sehr selten wurde auch Sandstein und sogar Laterit verwendet. Die Räder wurden in verschiedenen Größen gefunden. Das größte mit einem Durchmesser von 1,95 m steht heute im National-Museum in Bangkok. Die Anzahl der Speichen ist unterschiedlich, bei einzelnen Rädern unterscheiden sich sogar Vorder- und Rückseite. Ein Buddhist könnte in einem Rad mit acht Speichen ein Symbol für den edlen Achtfachen Pfad sehen, und auch für die anderen Anzahlen (12, 16, 17, 18, 21 …) lassen sich sicherlich Analogien finden. Aber wahrscheinlich wollte der Künstler nicht durch die Anzahl der Speichen auf bestimmte buddhistische Gesetze hinweisen, er wollte einfach das Rad der Lehre darstellen, außerdem ist es für den Betrachter unmöglich, bei einem sich drehenden Rad die Anzahl der Speichen zu zählen.
Der Radumfang, die Speichen aber auch die Radnabe sind reich verziert mit Reliefs von Blumen, die einen Gupta-Einfluss zeigen, aber auch mit Pali-Inschriften. Fast alle Räder stehen aufrecht auf Ständern. Die Ständer weisen eine Vielzahl von figürlichen Verzierungen auf, wie z. B. Elefanten (als Wasser-/Regen-Symbol), Hirsche (um an den Hirschpark von Sanath zu erinnern) oder Gottheiten, die dem Buddha huldigen. Ständer können auch in der Form einer sich öffnenden Lotus-Knospe ausgeführt sein. Die quadratische Basis lässt vermuten, dass die Räder auch in Thailand oben auf die Spitze von Säulen platziert wurden, wie sie Kaiser Ashoka überall in seinem Reich aufstellen ließ. Ein Beispiel ist noch heute im berühmten Tempel von Sanchi zu sehen.

### Votiv-Tafeln
Die größte Anzahl von Fundstücken aus der Dvaravati-Zeit stellen sicher die Votiv-Tafeln dar. Auf den frühesten Tafeln ist der Buddha abgebildet, wie er die Ungläubigen von Savatthi mit einem Wunder bekehrte. Eine recht großes Exemplar einer solchen Tafel lässt sich übrigens im Viharn Luang des Wat Suthat bewundern: unter der Buddha-Statue des Phra Sri Sakyamuni sind die sterblichen Überreste von König Ananda Mahidol hinter einer solchen Tafel beigesetzt. Nicht alle gefundene Tafeln sind so groß, die meisten sind zwischen 5 und 15 cm hoch. In der späteren Periode sind sie rund oder oval und zeigen den meditierenden Buddha, manchmal zusammen mit einem Dhammachakra, manchmal von den Köpfen des Mucalinda beschützt. Auf der Rückseite gibt es Pali-Inschriften in Mon-Schrift.

## Musik
Für das 9. Jahrhundert kann ein kultureller Einfluss des buddhistischen Reiches Srivijaya auf Sumatra und bis zum 11. Jahrhundert der Khmer von Angkor angenommen werden. Es sind keine zeitgenössischen Texte erhalten, die sich direkt mit Musik und Tanz von Dvaravati beschäftigen. In den „Neuen Tang-Annalen“ (xīn táng shū, in der ersten Hälfte des 11. Jahrhunderts herausgegeben von Ouyang Xiu) ist die Beschreibung eines Pyu-Orchesters enthalten, dessen 35 Mitglieder im Jahr 802 von Burma nach China reisten und dort zwölf Musikstücke mit buddhistischen Inhalten aufführten. Ihre Musikinstrumente unterschieden sich von denen der späteren burmesischen Orchester, einige tauchen jedoch in Reliefs von Dvaravati auf. An der Wat Phra Pathom Chedi fand man eine Handglocke aus Bronze, die ursprünglich an Lederbändern befestigt war und zum Takt schlagen verwendet wurde. Vermutlich hielten Tänzer kleine Zimbeln in den Händen, solche sind in zwei Stuckreliefs am Stupa von Ku Bua (Provinz Ratchaburi) zu sehen. Das Pyu-Orchester besaß keine fünfsaitige Kurzhalslaute, wie sie ebenfalls in Ku Bua abgebildet ist. Dieser Lautentyp ist von Amaravati (2. Jahrhundert n. Chr.) und Pawaiya (bei Gwalior, 5. Jahrhundert) bekannt. Von Indien nach Nordchina dürfte diese Laute im 6. Jahrhundert über Kuqa gekommen sein und weiter nach Japan im 7. Jahrhundert. Wie die Laute gab es in Dvaravati sehr wahrscheinlich eine Bogenharfe, die damals in Asien weit verbreitet war und heute nur noch in Form der burmesischen saung gauk erhalten ist. Analog zum Pyu-Orchester spielten die Musiker in Dvaravati vermutlich eine Mundorgel, eine dreisaitige kurze Laute, eine Art Zither, verschiedene Flöten und Trommeln. Schlagidiophone mit gestimmten Buckelgongs oder Metallplatten gab es wahrscheinlich noch nicht.